# Spinimegopis nipponica
Spinimegopis nipponica är en skalbaggsart. Spinimegopis nipponica ingår i släktet Spinimegopis och familjen långhorningar.

## Underarter
Arten delas in i följande underarter:
- S. n. nipponica
- S. n. yakushimana